# Philippe Résimont
Philippe Résimont est un comédien belge, né le 7 décembre 1962 à Etterbeek. Il est également chanteur-choriste au sein du groupe Gangsters d'amour.

## Biographie
Philippe Résimont suit sa formation artistique à l'école Parallaxe puis se lance dans plusieurs shows dans les années 1980. Il poursuit sa formation à l'IAD et intègre l'Infini Théâtre de Dominique Serron. Il interprète de nombreux rôles, dont celui de Cyrano de Bergerac aux représentations théâtrales du château du Karreveld. Il est membre de la Ligue d'improvisation belge.
À la télévision, on peut le voir notamment dans la série Un village français et dans Diabolique.
En 2016, il rejoint le casting de la série politique Baron noir diffusée sur Canal+. Il tient le rôle de Daniel Kahlenberg, député de Paris, puis Premier secrétaire du Parti socialiste.

## Filmographie

### Cinéma
- 1991 : Oostende d'Éric Woreth : l'automobiliste
- 1999 : Les convoyeurs attendent de Benoît Mariage : MC
- 2003 : Dédales de René Manzor et Mathieu Schiffman : l'avocat
- 2006 : The Room de Giles Daoust : Max
- 2007 : La Couleur des mots de Philippe Blasband : Philippe
- 2009 : Sœur Sourire de Stijn Coninx : Pollet
- 2009 : Maternelle de Philippe Blasband : Jean-Paul
- 2009 : Une chaîne pour deux de Frédéric Ledoux : Christophe Messian
- 2010 : Libre échange de Serge Gisquière : le tueur aquatique
- 2010 : La Meute de Franck Richard : motard #2
- 2012 : Torpedo de Matthieu Donck : le père de Kevin
- 2012 : 38 Témoins de Lucas Belvaux : l'homme violent
- 2013 : Je suis supporter du Standard de Riton Liebman : l'inspecteur d'auto-école
- 2014 : Alleluia de Fabrice Du Welz : l'homme à la friterie
- 2014 : La vie est belge (Brabançonne) de Vincent Bal : Damien
- 2015 : Peur de rien de Danielle Arbid : Bernard
- 2017 : La Mécanique de l'ombre de Thomas Kruithof : De Grugy
- 2018 : Ne tirez pas (Niet schieten) de Stijn Coninx : Victor Lepoudre / Thibault Wijckmans
- 2019 : Le Meilleur reste à venir de Matthieu Delaporte et Alexandre de la Patellière  : le directeur du labo
- 2022 : Goliath de Frédéric Tellier : Beauchamp
- 2023 : AKA de Morgan S. Dalibert : le ministre Marconnet
- 2023 : Un coup de maître de Rémi Bezançon : Dupont-Laval
- 2024 : Les Infaillibles de Frédéric Forestier : Tony Bogaert
- 2024 : Six Jours de Juan Carlos Medina

### Télévision

#### Séries télévisées
- 1989 : Le Masque : le portier
- 1993 : Nestor Burma : l'homme de main photographe (saison 2, épisode 5 : Un croque-mort nommé Nestor)
- 2008 : Louis la brocante : Vitas
- 2010 : Plus belle la vie : Marc Dana
- 2012 : Un flic : Commissaire Langlade
- 2012-2013 : Un village français : Philippe Chassagne
- 2013 : R.I.S. Police scientifique : Charles
- 2013 : Tiger Lily, 4 femmes dans la vie : Philippe Drouant
- 2013 : Boulevard du Palais : le juge Boudiot
- 2014 : Esprits de famille : le président de la Cour
- 2014 : Kontainer Kats : Frankie
- 2015 : Au service de la France : Père Jean
- 2015 : Irresponsable : le proviseur
- 2015 : En immersion de Philippe Haïm : le président de l'ASE
- 2015 : Le juge est une femme : Georges de Villars
- 2016-2019 : Baron noir de Ziad Doueiri : Daniel Kalhenberg
- 2016 : Braquo : Serge Greiner
- 2016 : Dead Landes : le capitaine Beaumont
- 2016 : Cherif : Lemarchal
- 2016 : La Trêve : l'inspecteur De Baets
- 2017 : Caïn : Karl Hoste
- 2018 : Les Rivières pourpres : Kozynski
- 2018 : Papa ou maman de Frédéric Balekdjian : Simoni
- 2020 : Black and White de Moussa Sène Absa : le général de Buivet
- 2020 : Cheyenne et Lola (série OCS) : le commandant Mondeville
- 2021 : Les Aventures du jeune Voltaire d'Alain Tasma : l'ambassadeur
- 2021 : Une affaire française de Christophe Lamotte : Jean-Jacques Leconte
- 2021 : Sophie Cross de Frank Van Mechelen : Claude Vautier
- 2023 : 1985 de Willem Wallyn : Bonnevalle
- 2023 : Les Amateurs (série Disney+) : Bertrand
- 2023 : Tapie (mini-série) de Tristan Séguéla : Raymond Goethals
- 2023 : Lupin : le ministre de l'Intérieur
- 2024 : Enjoy ! de Lionel Meta : Jean
- 2025 : La Vallée en danger d'Elsa Bennett : Max Desailly

#### Téléfilms
- 2000 : La Petite Absente de José Pinheiro : le médecin
- 2004 : Un fils sans histoire de Daniel Vigne : le substitut du procureur
- 2008 : Un crime très populaire de Didier Grousset : Jean-François Pomiès
- 2011 : La Mer à l'aube de Volker Schlöndorff : Désiré Granet
- 2012 : Médecin-chef à la Santé d'Yves Rénier : Brice Edelman
- 2013 : La Dernière Campagne de Bernard Stora : Stéphane Le Foll
- 2014 : Pilules bleues de Jean-Philippe Amar : Jacques
- 2016 : Diabolique de Gabriel Aghion : Gérard Anger, le mari d'Hélène
- 2017 : Je voulais juste rentrer chez moi d'Yves Rénier : Maître Éric Grumbach
- 2018 : Jacqueline Sauvage : C'était lui ou moi d'Yves Rénier : l'avocat général
- 2022 : Meurtres sur la Côte fleurie de Gabriel Aghion : Edouard Royan

### Web-séries
- 2014 : Kontainer Kats : Frankie

## Doublage
Sources : Doublages Séries Database, Planète Jeunesse, Anime News Network

### Cinéma

#### Films
- Terrence Hill dans :
  - Doc West (2009) : Doc West
  - Doc West 2 : l'Homme à la gâchette (2009) : Doc West

- Liam Neeson dans :
  - After.Life (2009) : Eliot Deacon
  - Memories of War (2016) : Douglas MacArthur

- Thomas Jane dans :
  - 1922 (2017) : Wilfred James
  - One Ranger (en) (2023) : Alex Tyree

- Imanol Arias dans :
  - De chair et d'os (2019) : le père Sarasola
  - Une offrande à la tempête (2020) : le père Sarasola

- 2000 : Chain of Fools (en) : Avnet (Jeff Goldblum)
- 2001 : 2001 Maniacs : le shérif Friedman (Craig Stark)
- 2002 : La Cité de Dieu : Manu Le Coq (Seu Jorge)
- 2002 : Un seul deviendra invincible : Monroe Utchen (Wesley Snipes)
- 2003 : Beyond Re-Animator : le docteur Herbert West (Jeffrey Combs)
- 2003 : Cops : Benny (Torkel Petersson (sv))
- 2003 : Old Boy : Oh Dae-soo (Choi Min-sik)
- 2005 : Le Grand Raid : le capitaine Redding (Marton Csokas)
- 2006 : Crazy Party : Dante (Peter Dante)
- 2006 : The Zodiac : le tueur du Zodiaque (Brian Bloom) (voix)
- 2006 : Tristan et Yseult : Marc'h de Cornouaille (Rufus Sewell)
- 2006 : The Last Winter : Gary (Hálfdán Theodórsson)
- 2007 : Crows Zero : Joji Yazaki (Ken'ichi Endō)
- 2008 : Hunger : Bobby Sands (Michael Fassbender)
- 2008 : Crazy Lee, agent secret coréen : Jin-sang 6 (Ahn Gil-kang (en))
- 2009 : Doghouse : Patrick (Keith-Lee Castle (en))
- 2009 : Five Minutes of Heaven : Michael (Richard Dormer)
- 2009 : 12 Rounds : Miles Jackson (Aidan Gillen)
- 2010 : Balada triste : Sergio (Antonio de la Torre)
- 2010 : Centurion : Gorlacon (Ulrich Thomsen)
- 2011 : Age of the Dragons : Flask (Larry Bagby)[Information douteuse]
- 2011 : Votre Majesté : Boremont (Damian Lewis)
- 2011 : Les Soupçons de Monsieur Whicher : l'inspecteur Whicher (Paddy Considine)
- 2012 : Miracle en Alaska : McGraw (Ted Danson)
- 2012 : Fight Games : Ronnie Hortense (Kim Coates)
- 2012 : Kenshin le vagabond : Jine Udo (Kōji Kikkawa (en))
- 2012 : La Maison au bout de la rue : Bill Weaver (Gil Bellows)
- 2013 : Locke : Cassidy (Danny Webb) (voix)
- 2013 : The Iceman : Robert Pronge (Chris Evans)
- 2013 : Dom Hemingway : Dickie (Richard E. Grant)
- 2013 : The Double : Harris (Noah Taylor)
- 2013 : Puzzle : Daniel (Michael Margotta (en))
- 2013 : La grande bellezza :  Alfio Bracco (Massimo Popolizio (it))
- 2014 : Cops : Les Forces du désordre : Segars (Rob Riggle)
- 2014 : They Came Together (en) : Eggbert Flaps (Ed Helms)
- 2014 : Sniper 5 : L'Héritage : Thomas Beckett (Tom Berenger)
- 2014 : Rudderless : Sam (Billy Crudup)
- 2015 : Moonwalkers : le colonel Dickford (Jay Benedict)
- 2015 : Skin Trade : Costello (Peter Weller)
- 2016 : The Perfect Weapon (en) : le directeur (Steven Seagal)
- 2016 : Dogs : Samir (Vlad Ivanov)
- 2016 : The Duel : Lawrence Sullivan Ross, gouverneur du Texas (William Sadler)
- 2016 : Captain Fantastic : Ben Cash (Viggo Mortensen)
- 2016 : Les Mémoires d'un assassin international : Anton Masovich (Andrew Howard)
- 2016 : The Jane Doe Identity : le shérif Sheldon Burke (Michael McElhatton)
- 2016 : Revenger : Sebastian Jane (Adrian Hough)
- 2016 : Toni Erdmann : Gerald Marburger (Thomas Loibl (de))
- 2017 : Tulip Fever : Dr Sorgh (Tom Hollander)
- 2017 : Kodachrome : Benjamin « Ben » Ryder (Ed Harris)
- 2017 : Les Bonnes Sœurs : l'évêque Bartolomeo (Fred Armisen)
- 2017 : Oro, la cité perdue : le sergent Bastorrés (José Coronado)
- 2017 : Muse : Samuel Solomon (Elliot Cowan)
- 2017 : The Shanghai Job : Mach Ren (Simon Yam)
- 2017 : All Eyez on Me : l'avocat de Tupac Shakur (E. Roger Mitchell)
- 2017 : La Forteresse : Dobrynya (Oleksandr Komarov)
- 2017 : Double Face : ? (?)
- 2018 : Braven, la traque sauvage : Kassen (Garret Dillahunt)
- 2018 : Sobibor : Alexandre « Sacha » Petcherski (Constantin Khabenski)
- 2018 : The Florida Project : Bobby (Willem Dafoe)
- 2018 : Terminal : Vince (Dexter Fletcher)
- 2018 : Mara : l'inspecteur McCarthy (Lance E. Nichols)
- 2019 : Official Secrets : Ben Emerson (Ralph Fiennes)
- 2019 : Le Coupable idéal : ? (?)
- 2019 : Fisherman's Friends : Jim (James Purefoy)
- 2019 : Greed : Sir Richard McCreadie (Steve Coogan)
- 2019 : Romulus et Rémus : Le Premier roi : Tefarie (Massimiliano Rossi (it))
- 2020 : Alone : Sam (Marc Menchaca)
- 2021 : Kenshin : L'Achèvement : Woo Heishin (Takuma Oto'o)
- 2021 : Margrete : Reine du Nord : Peder Jensen Lodehat (en) (Søren Malling)
- 2021 : Balade Meurtrière : ? (?)
- 2021 : Les Minutes noires (en) : Travolta (Carlos Aragón)
- 2021 : Drive My Car : Takashi Kimura (Toshiaki Inomata)
- 2022 : Prison 77 : Marbella (Fernando Tejero (es))
- 2022 : The Baker (en) : Pappi (Ron Perlman)
- 2023 : Ça tourne à Séoul ! : Kim Ki-yeol (Song Kang-ho)
- 2024 : Largo Winch : Le Prix de l'argent : Rudy Gessner (Koen De Bouw)
- 2025 : Bride Hard (en) : Frank (Michael O'Neill)

#### Films d'animation
- 1995 : Memories : Heinz Baker
- 1997 : Léo, roi de la jungle : Burgara
- 2004 : Naruto et la Princesse des neiges : Nadare Rōga
- 2004 : T'choupi : Toine (le père de T'choupi)
- 2005 : Inspecteur Gadget et le ptérodactyle géant[4] : Gadgétomobile
- 2006 : Naruto - Mission spéciale au pays de la Lune : Ishidate
- 2006 : Amer Béton : Suzuki dit « Le Rat »
- 2007 : La Reine Soleil : Barka
- 2009 : Barbie et les Trois Mousquetaires : Philippe
- 2009 : Planète 51 : le général Grawl
- 2011 : Naruto Shippuden: Blood Prison : Hachibi
- 2011 : Le Chien du Tibet : Lhodo
- 2012 : Naruto Shippuden: Road to Ninja : Chōza Akimichi, Démon renard
- 2013 : Barbie : Rêve de danseuse étoile : M. Pennington/Rothbart
- 2013 : Phinéas et Ferb : Mission Marvel : Crâne rouge
- 2013 : Iron Man : L'Attaque des technovores : Nick Fury
- 2013 : Albator, corsaire de l'espace : le commandant
- 2013 : Pokémon, le film : Genesect et l'Éveil de la légende : Genesect rouge
- 2013 : La Bûche de Noël : Âne (court-métrage)
- 2014 : Les Chevaliers du Zodiaque : La Légende du Sanctuaire : Aldébaran
- 2014 : Naruto the Last, le film : Kyūbi
- 2014 : Appleseed Alpha : Deux Cornes
- 2014 : Expelled from Paradise : Isaac et Lazlo
- 2014 : Agents super zéro : Billy
- 2015 : Barbie en super princesse : le baron Von Ravendale
- 2015 : Boruto : Naruto, le film : Kyūbi et Hachibi
- 2016 : Bilal : Umayya adulte
- 2016 : Un conte peut en cacher un autre : Loup
- 2017 : Lou et l'Île aux sirènes : le grand-père de Kai
- 2017 : Genocidal Organ : Lucius
- 2018 : LEGO Marvel Super Heroes Black Panther : Dangers au Wakanda : Klaw (court-métrage)
- 2019 : Vic le Viking : Odin (création de voix)
- 2019 : Saga of Tanya the Evil : le film : le général Joseph
- 2019 : Les Enfants de la mer : Jim
- 2019[5] : White Snake : Grand Daoshi
- 2020 : Pokémon, le film : Les Secrets de la jungle : Alpha
- 2022 : Unicorn Wars : le religieux et la voix sacrée
- 2022 : Moi, quand je me réincarne en Slime, le film : Scarlet Bond : Lacua[6]
- 2022 : La Guerre des Dieux (en) : voix additionnelles
- 2023 : Maurice le chat fabuleux : le Roi des rats et le patron
- 2023 : Les Aventures de Ricky : Weepy Walter

### Télévision

#### Téléfilms
- 2009 : Princess Protection Program : Joe Mason (Tom Verica)
- 2015 : Mariées dans l'année (en) : Nate Adamson (Stephen Bishop)

#### Séries télévisées
- Malcolm McDowell dans :
  - Franklin and Bash (2011-2014) : Stanton Infeld (40 épisodes)
  - Mozart in the Jungle (2014-2018) : Thomas Pembridge (34 épisodes)
  - Truth Seekers (2020) : Richard (8 épisodes)

- Michael Shannon dans :
  - Waco (2018) : Gary Noesner (mini-série)
  - Waco : L'après (2023) : Gary Noesner (mini-série)

- Dominic West dans :
  - Brassic (depuis 2019) : Dr Chris Cox
  - Stateless (2020) : Gordon Masters (mini-série)

- 1997 : Inspecteur Frost : Phil Collard (Ian Peck) (saison 5, épisode 2)
- 2001-2003 : Largo Winch : Georgy Kerensky (Geordie Johnson (de)) (35 épisodes)
- 2001-2004 : Mutant X : Mason Ekhart (Tom McCamus) (26 épisodes)
- 2003 : Veritas: The Quest : Dr Solomon Zond (Alex Carter) (13 épisodes)
- 2003 : Miracles : Alva Keel (Angus Macfadyen) (13 épisodes)
- 2004 : North and South : Nicholas Higgins (Brendan Coyle) (mini-série)
- 2004-2013 : Shameless : Frank Gallagher (David Threlfall) (139 épisodes)
- 2005-2006 : Sugar Rush : Nathan Daniels (Richard Lumsden (en)) (20 épisodes)
- 2006 / 2007 / 2010 / 2013-2017 : Doctor Who : le capitaine Reynolds, soldat de la Reine Victoria (Jamie Sives) (saison 2, épisode 2), Dalek Sec (Eric Loren (en)) (saison 3, épisode 5), le Père Octavian (Iain Glen) (saison 5, épisodes 4 et 5), George Maitland (Geff Francis) (saison 7, épisode 6), le professeur Alec Palmer (Dougray Scott) (saison 7 épisode 9) et le Douzième Docteur (Peter Capaldi) (45 épisodes, épisode spécial saison 7 puis saisons 8 à 10)
- 2008 : Dead Set : Joplin (Kevin Eldon (en)) (mini-série)
- 2009-2011 : Les Vies rêvées d'Erica Strange : Gary Strange (John Boylan (en)) (41 épisodes)
- 2011-2015 : Hart of Dixie : Dr Brick Breeland (Tim Matheson) (70 épisodes)
- 2012-2015[7] : Le Renard : Axel Richter (Pierre Sanoussi-Bliss) (2e voix)
- 2012-2016 : Ripper Street : le sergent puis inspecteur Bennett Drake (Jerome Flynn) (32 épisodes)
- 2013-2016 : Hostages : Alex (Miki Leon) (14 épisodes)
- 2013-2016 : Hinterland : le superintendant Brian Posser (Aneirin Hughes (en)) (13 épisodes)
- 2014-2015 : Helix : Dr Alan Farragut (Billy Campbell) (26 épisodes)
- 2015 : Une nuit en enfer, la série : l'oncle Eddie Cruickshank (Jeff Fahey) (saison 2)
- 2015 : Flesh and Bone : Sergeï Zelenkov (Patrick Page) (mini-série)
- 2015 : Deutschland 83 : Henrik Mayer (Jens Albinus) (mini-série)
- 2015-2016 : Outlander : le duc de Sandringham (Simon Callow) (5 épisodes)
- 2015-2016 : Powers : Johnny Royalle (Noah Taylor)
- 2015-2017 : The Expanse : Anderson Dawes (Jared Harris) (8 épisodes)
- 2015-2017 : Turn : Benedict Arnold (Owain Yeoman) (30 épisodes)
- 2015-2018 : Le cœur a ses raisons : Frank Hogan (Mark Humphrey (en)) (27 épisodes)
- 2016 : Crashing (en) : Will (Lockie Chapman) (3 épisodes)
- 2016-2019 : Bordertown : Kari Sorjonen (Ville Virtanen) (31 épisodes)
- 2017 : Orphan Black : P.T. Westmorland (Stephen McHattie) (saison 5)
- 2017 : Law and Order True Crime : Dr William Vicary (Todd Weeks) (mini-série)
- 2017-2018 : Nashville : Brad Maitland (Jeffrey Nordling) (19 épisodes)
- 2017-2020 : Keeping Faith : Steve Baldini (Mark Lewis Jones) (20 épisodes)
- 2017-2021 : La Casa de Papel : Ángel Rubio (Fernando Soto) (34 épisodes)
- 2017-2022 : Wilder : Manfred Kägi (Marcus Signer) (24 épisodes)
- 2018 : The Purge : Albert Stanton (Reed Diamond) (6 épisodes)
- 2018 : Deutschland 86 : Gary Banks (Jonathan Pienaar (en)) (mini-série)
- 2018-2019 : Deadly Class : Maître Lin (Benedict Wong) (10 épisodes)
- 2018-2019 : Léna, rêve d'étoile : Victor Duquet (Ingo Brosch (de)) (15 épisodes)
- 2018-2020 : Marcella : Frank Young (Hugo Speer) (9 épisodes)
- 2019 : The Code : le commandant Noah Hewitt (Mark Deklin) (épisode 1)
- 2020 : Partisan : Johnny (Fares Fares) (mini-série)
- 2020-2022 : Gangs of London : Joseph Singer (Cornell John)
- depuis 2020 : Alerte Cobra : Commissaire Roman Kramer (Patrick Kalupa (de)) (depuis la saison 47)
- 2021 : The Pembrokeshire Murders : le tueur John Cooper (Keith Allen) (mini-série)
- 2021 : The Unusual Suspects (en) : Nick Parker-Smith (Peter O'Brien) (mini-série)
- 2021 : Mocro Maffia : ? (?) (saison 3)
- 2022 : Bosé (es) : ? (?) (épisode 1) et Pepe Dominguín (Antonio Estrada (es)) (épisode 6)
- 2022 : El inmortal (es) : ? (?)
- 2023 : Ten Pound Poms (en) : Dean Spender (David Field (en))
- 2023 : The Winter King : le roi Gundleus (Simon Merrells (en))
- 2023 : Mayfair Witches : Lasher (Jack Huston)
- 2025 : Kaboul : Massini (Christos Vasilopoulos)

#### Séries d'animation
- 1994-1995 : Magic Knight Rayearth : Chang Ang
- 1996-1998 : Kenshin le vagabond : voix additionnelles
- 1997-2000 : Les Enquêtes de Kindaichi : Shimon Madarame
- 2000 : Boys Be... (en) : Daisuke Nitta
- 2000-2001 : Saiyuki : Xenon (doublage télévisé)
- 2000-2003 : X-Men: Evolution : Omega Red
- 2002 : Jing, roi des bandits : voix additionnelles
- 2002-2003 :  Clone High : voix additionnelles
- 2002-2007 : Naruto : Kyūbi et Chōza Akimichi
- 2003 : Astro Boy 2003 : voix additionnelles
- 2003 : Spider-Man : Les Nouvelles Aventures : voix additionnelles
- 2004 : Babe My Love : le professeur
- 2005 : Gun X Sword : l'Homme à la griffe
- 2005-2006 : Eureka Seven : Hap
- 2006-2009 : Spirou et Fantasio : Zorglub
- 2007-2017 : Naruto Shippuden : Kyūbi, Ao, Hachibi et Chōza Akimichi
- 2008-2010 : Yu-Gi-Oh! 5D's : voix additionnelles
- 2008-2013 : Les Mélodilous : Dragon
- 2010-2013 : Transformers: Prime : Silas
- 2010-2013 : Pokémon Noir et Blanc : Don George
- 2011 : Marvel Anime - Blade : Deacon Frost
- 2011 : Marvel Anime - Wolverine : Koh
- 2011 : B-Daman Crossfire (en) : voix additionnelles
- 2011-2012 : Voltron Force (en) : le prince Lotor
- 2012-2013 : Naruto SD Rock Lee : Les Péripéties d'un ninja en herbe : Kyūbi
- 2012-2017 : Ultimate Spider-Man : le Démolisseur
- 2012-2018 : Slugterra : Les Mondes souterrains : le professeur Blakk
- depuis 2012 : Robot Chicken : voix diverses
- 2013-2014 : Lego Legends of Chima : ?
- 2013-2019 : My Little Pony : Discord (2e voix), le roi Sombra
- 2014 : BeyWarriors: BeyRaiderz : Kaiser Gray/Flame
- 2015-2019[n 1] : SuperMansion : ?
- depuis 2015 : Mia et moi : Seigneur Drakon, maître des Elfes noirs
- 2016 : Kulipari : L'Armée des grenouilles (en) : le vieux sir et Jergu
- 2016-2018 : Regal Academy : L'Académie royale : Doc Grenouille
- 2016-2023 : Bungo Stray Dogs : Ryūrō Hirotsu
- 2017-2018 : Star Wars Rebels : Aresko et Hondo Ohnaka (2e voix, saison 4)
- 2017-2018 : Star Wars : Forces du destin : Hondo Ohnaka
- 2017-2021 : Castlevania : Dracula
- 2017-2023 : Boruto: Naruto Next Generations : Kyūbi, Hachibi, Oonoki (le troisième Tsuchikage), Hassaku Onomichi, Urashiki Ōtsutsuki
- depuis 2017 : One Piece : le narrateur (4e voix, depuis l'épisode 751)
- 2018 : Darling in the Franxx : Dr Franxx / Werner Frank
- 2018 : Claude : Monsieur De la chaussette
- 2019 : Cannon Busters : 9nine
- 2020-2021 : My Little Pony: Pony Life (en) : Discord / Bulk Biceps
- 2021 : Les Brigades immunitaires : Mélanocyte (saison 2, épisode 5)
- 2021 : The Dungeon of Black Company : Rō Gaïne (épisode 6)
- 2021 : Mushoku Tensei : Nokopara
- 2021 : Hit-Monkey : Ito (saison 1)
- 2021-2023 : The Faraway Paladin (en) : Blood et voix additionnelles
- depuis 2022 : Smiling Friends : Satan
- 2023 : Royal Crackers : Al

### Jeu vidéo
- 2023 : Naruto x Boruto: Ultimate Ninja Storm Connections : Ônoki, Kurama et Gyuki

## Théâtre
- 1996 : Léonie est en avance ou le Mal joli de Georges Feydeau, Les Bateliers ;
- 1996 : Les Fourberies de Scapin de Molière, château du Karreveld ;
- 1996 : Peer Gynt de Henrik Ibsen, maison de la Culture de Tournai et au Théâtre Varia Bruxelles ;
- 1997 : La Bonne Âme du Se-Tchouan de Bertolt Brecht, Théâtre de la Vie ;
- 1999 : La Vie de Galilée de Bertolt Brecht, Théâtre des Martyrs ;
- 1999 : Jules César de Shakespeare, Théâtre des Martyrs ;
- 2000 : Le Songe d'une nuit d'été de Shakespeare, château du Karreveld ;
- 2002 : Cyrano de Bergerac d'Edmond Rostand, château du Karreveld ;
- 2003 : La Tempête de Shakespeare, Théâtre de la Vie ;
- 2003 : Dom Juan ou le Festin de Pierre de Molière, Théâtre des Martyrs ;
- 2004 : Le Misanthrope de Molière, Bruxelles, théâtre Claude Volter ;
- 2004 : Le Retour de Harold Pinter, Théâtre Varia Bruxelles ;
- 2004 : Démons de Lars Norén, mise en scène Tatiana Stepantchenko, tournée ;
- 2004 : Les uns chez les autres d'Alan Ayckbourn, mise en scène Gildas Bourdet, Théâtre de l’Ouest Parisien ;
- 2005 : La Tectonique des sentiments d'Eric-Emmanuel Schmitt, Théâtre Le Public ;
- 2006 : Un grand cri d'amour de Josiane Balasko, mise en scène Daniel Hanssens ;
- 2007 : Cravate club de Fabrice Roger-Lacan, mise en scène Nathalie Uffner ;
- 2008 : Littoral de Wajdi Mouawad, mise en scène Jasmina Douieb, théâtre Varia ;
- 2008 : Le Bossu de Paul Féval, adapté par Éric-Emmanuel Schmitt et mis en scène par Pascal Racan, abbaye de Villers-la-Ville en 2008 :  Lagardère À la suite d'un accident, son rôle sera repris par Michelangelo Marchese, lui-même remplacé par Pascal Racan pour le rôle du prince de Gonzague.
- 2008 et 2013 : Ladies night d'Anthony McCarten et Stephen Sinclair, Bruxelles ;
- 2017 : Tableau d'une exécution de Howard Barker, Namur théâtre royal et Bruxelles théâtre de poche.

## Livres audio
Philippe Résimont est le narrateur, chez Audiolib, de livres audio :
- 2009 : Le Cercle littéraire des amateurs d'épluchures de patates, de Mary Ann Shaffer et Annie Barrows — Co-narrateur, avec Cachou Kirsch, Nathalie Hons, Thierry Janssen et Nathalie Hugo (BNF 42083196).
- 2011 : Alex, de Pierre Lemaitre (BNF 42389457).
- 2011 : Cet instant-là, de Douglas Kennedy (co-narrateur, avec Joséphine de Renesse) (BNF 42545728).
- 2012 : 1Q84, livre 3 (octobre-décembre), de Haruki Murakami — Co-narrateur, avec Maia Baran et Emmanuel Dekoninck (BNF 42642956).
- 2012 : Une place à prendre, de J. K. Rowling (BNF 43517977).
- 2013 : Le Vieux qui ne voulait pas fêter son anniversaire, de Jonas Jonasson (BNF 43622468).
- 2014 : Complètement cramé ![8], de Gilles Legardinier.
- 2014 : Le Ver à soie[9], de Robert Galbraith (nom de plume de J. K. Rowling).
- 2017 : Te laisser partir, de Clare Mackintosh — Co-narrateur, avec Joséphine de Renesse  (ISBN 978-2-3676-2-433-4).
- 2017 : Dans l'ombre, de Arnaldur Indridason  (ISBN 978-2-3676-2-429-7).
- 2018 : La femme de l'ombre, de Arnaldur Indridason  (ISBN 978-2-3676-2-572-0).
- 2018 : Passage des ombres, de Arnaldur Indridason  (ISBN 978-2-3676-2-759-5).
- 2019 : L'Outsider, de Stephen King  (ISBN 978-2-3676-2-854-7).